# José Bernabé Oliva
José Bernabé Oliva (Barcelona, 1913- Barcelona, 2 de enero de 1960) fue un abogado, periodista y escritor español.

## Biografía
Procedía de una familia obrera de la Barceloneta. Estudió Derecho, estableciendo después un bufete de abogados en Barcelona.
En política militó en el carlismo y fue delegado de la Agrupación Escolar Tradicionalista de Barcelona. Se inició en el periodismo en 1934 como redactor de la revista La Croada, que dirigía Diego Ramírez Pastor. Ese mismo año empezó a dirigir un periódico sindical tradicionalista titulado Unión Gremial Obrera.
Durante la Guerra Civil Española fue reclutado por el Ejército de la República y fue destinado al Cuerpo Jurídico Militar, en el que tuvo el grado de teniente. Al entrar las tropas sublevadas en Cataluña, decidió no exiliarse a Francia con los soldados republicanos. Fue sometido a un proceso de depuración y hasta a un consejo de guerra que superó gracias a la ayuda de Ramírez Pastor, quien lo incorporó a la plantilla de redacción de El Correo Catalán como crítico literario y editorialista.
Aunque El Correo Catalán no hizo lucha editorial sobre el debate sucesorio a la corona de España durante la posguerra, José Bernabé formó parte, junto con Ramírez Pastor y Pedro Roma, de una especie de gobierno carlooctavista en la sombra, y se dedicaron a proporcionar recursos al pretendiente Carlos Pío y a su familia, que vivían modestamente en Barcelona.
Nombrado secretario en Barcelona de la Asociación de la Prensa, gestionó la edición de la Hoja del Lunes. Fue además delegado provincial de prensa y jefe del departamento de prensa de la delegación de Educación Popular de Barcelona, y ha sido definido como el máximo responsable del aparato político de censura y control en la provincia de Barcelona durante la década de 1940.
Fue colaborador del suplemento 1936-1939 de la Enciclopedia Espasa, publicado en 1944, en el que también colaboraron otros carlistas como Antonio Pérez de Olaguer, José Font Fargas y Emilio Rodríguez Tarduchy.
Bernabé Oliva fue asimismo crítico literario de La Vanguardia Española, director de la revista Liceo y fundador de la revista Tradición, además de profesor en la Escuela Oficial de Periodismo. Fue galardonado con el «Premio de Periodismo barcelonés» de la Asociación de la Prensa.
Durante la posguerra entablaría una relación sentimental con Enriqueta O'Neill «Regina Flavio», lo que permitió a Enriqueta trabajar en la censura; y lanzó la carrera como periodista de su hija, Lidia Falcón. También publicitó, mediante la gestión de la Hoja Oficial de Barcelona las obras de Carlota O'Neill, hermana de Enriqueta, que escribía bajo el pseudónimo de «Laura de Noves». Por estas razones, la familia Leret acusaría a Carlota O'Neill de colaboradora del franquismo.
En su faceta literaria, Bernabé Oliva escribió un libro de versos y otro de cuentos. En 1959 fue mantenedor de los Juegos Florales de Ripoll.
En su vertiente política, presidió el Círculo Central Español de Barcelona, entidad tradicionalista en representación de la cual en 1957 fue recibido en audiencia por el General Franco en el palacio de Pedralbes y llegó a ejercer el cargo de secretario general de la Junta Regional de la Comunión Tradicionalista en Cataluña.
Fallecido en 1960, fue enterrado en el cementerio de San Andrés.

## Obras
- Hispánica: Romancero de Mío Cid y otros poemas (1942)
- Sarta de abalorios: Cuentos y prosas menores (1943)